# Земенцин (Великопольське воєводство)
Земенцин (пол. Ziemięcin) — село в Польщі, у гміні Вежбінек Конінського повіту Великопольського воєводства.
Населення — 279 осіб (2011).
У 1975-1998 роках село належало до Конінського воєводства.

## Демографія
Демографічна структура станом на 31 березня 2011 року:
|          | Загалом | Допрацездатний вік | Працездатний вік | Постпрацездатний вік |
| -------- | ------- | ------------------ | ---------------- | -------------------- |
| Чоловіки | 135     | 36                 | 88               | 11                   |
| Жінки    | 144     | 32                 | 80               | 32                   |
| Разом    | 279     | 68                 | 168              | 43                   |